# رودولفو پینی
رودولفو پینی (انگلیسی: Rodolfo Pini; ۱۲ نوامبر ۱۹۲۶ – ۳۱ مهٔ ۲۰۰۰) بازیکن فوتبال اهل اروگوئه بود.
از باشگاه‌هایی که در آن بازی کرده‌است می‌توان به باشگاه فوتبال ناسیونال اروگوئه اشاره کرد.
وی به‌همراه تیم ملی فوتبال اروگوئه قهرمان جام جهانی فوتبال ۱۹۵۰ شده‌است.